# Chiesa di San Benedetto (Livorno)

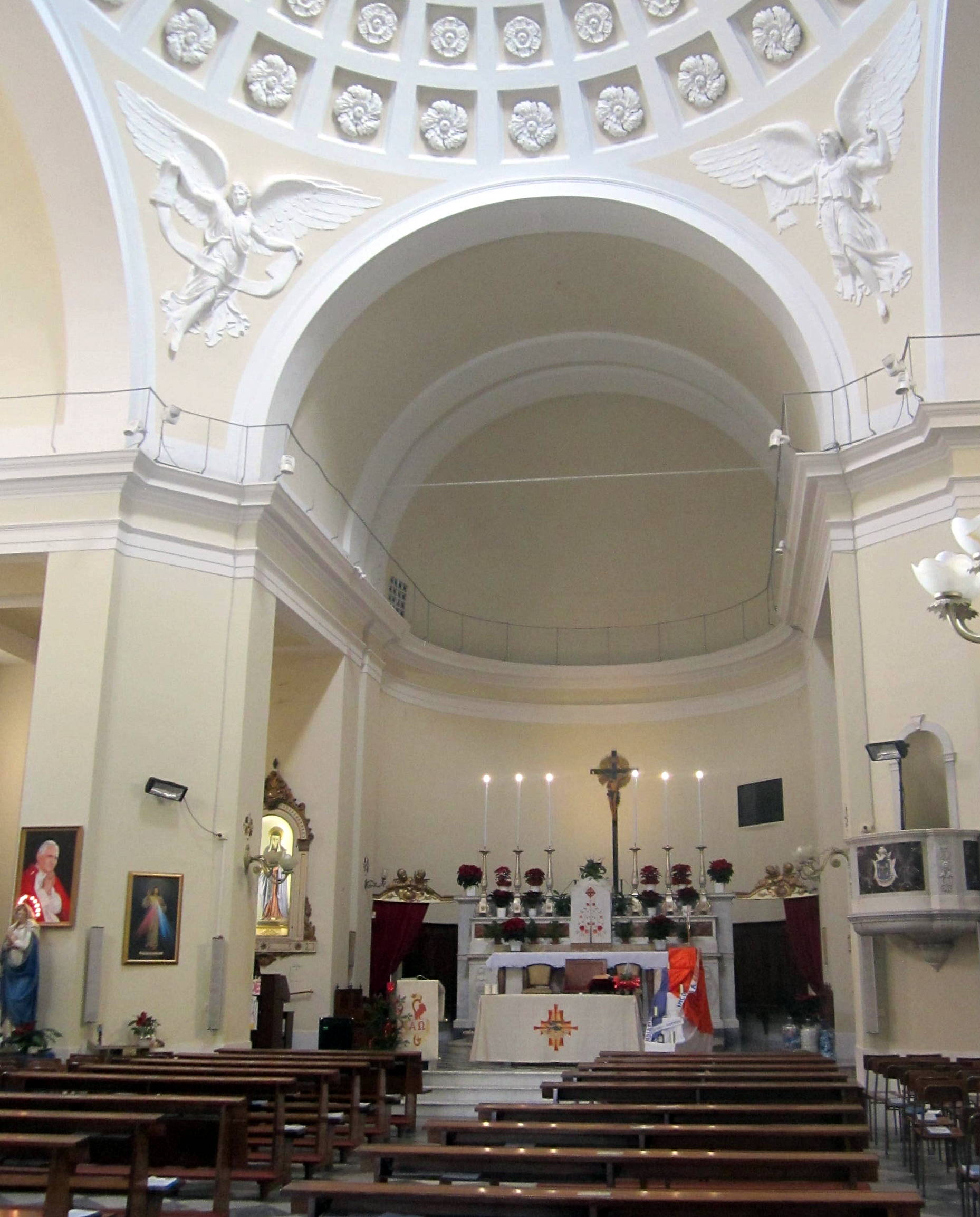
Interno

La chiesa di San Benedetto di Livorno si erge a chiusura della grande piazza XX Settembre, all'esterno della città pentagonale del Buontalenti.
Al centro della piazza si erge il monumento a Leopoldo II, qui collocato solo negli anni cinquanta del Novecento e un tempo ubicato in piazza della Repubblica, fino a quando, nel 1849, fu divelto durante una rivolta e abbandonato per circa un secolo.

## Storia
La chiesa di San Benedetto fu costruita tra il 1817 e il 1819, su disegno di Gaspero Pampaloni, grazie al notevole lascito del commerciante Benedetto Fagiuoli. Nel 1860 fu innalzato il campanile e quindi fu ampliata la canonica, che inizialmente si sviluppava su un solo piano.
Parallelamente alla realizzazione del tempio fu disposta la sistemazione delle aree esterne all'edificio con la realizzazione di una vasta piazza alberata, al cui progetto partecipò anche Pasquale Poccianti, tra i principali architetti del neoclassicismo in Toscana. Tuttavia la proposta di Poccianti, che prevedeva uno spazio di dimensioni proporzionate alla chiesa, non fu accolta e la piazza fu realizzata con una forma fortemente allungata fino alla vicina via di Salviano.

## Descrizione

### Arte e architettura
La chiesa, la prima costruita nell'area urbana di Livorno dopo molto tempo, si segnala anche per essere anche il primo significativo esempio in città di neoclassicismo della Restaurazione.
Presenta una facciata molto dilatata caratterizzata da un portico di otto colonne con capitello ionico e da un massiccio attico, quest'ultimo frutto di successive modifiche rispetto al progetto del Pampaloni.
I prospetti laterali, all'altezza del transetto, sono articolati mediante due esedre leggermente aggettanti, dotate di finestre semicircolari che rimandano all'architettura termale romana.
L'interno, a pianta centralizzata, è una croce greca impostata attorno a quattro robusti pilastri che sostengono la calotta centrale a cassettoni.
La chiesa fu arricchita da numerose opere di artisti livornesi dell'Ottocento, come Paolo Emilio Demi, che qui realizzò quattro angeli a stucco nei pennacchi della volta centrale. Si ricordano inoltre il San Borromeo che comunica gli appestati, dipinto dal Gazzarrini e il San Rocco di Carlo Chelli.

### Organo a canne
Sulla cantoria in controfacciata, si trova l'organo a canne della chiesa, costruito nel 1843 da Nicomede Agati.
Lo strumento, al quale si esercitò da giovane Pietro Mascagni, è a trasmissione integralmente meccanica e la sua consolle, a finestra, ha un'unica tastiera di 54 note con prima ottava cromatica estesa ed una pedaliera di 12 note.